# Reflections (album d'Apocalyptica)
Pour les articles homonymes, voir Reflections.
 (décembre 2023).
Si vous disposez d'ouvrages ou d'articles de référence ou si vous connaissez des sites web de qualité traitant du thème abordé ici, merci de compléter l'article en donnant les références utiles à sa vérifiabilité et en les liant à la section « Notes et références ».
Albums de Apocalyptica
Best of Apocalyptica
(2002) Apocalyptica
(2005)
Reflections est le quatrième album d'Apocalyptica, qui est sorti en 2003. Une édition spéciale, nommée Reflections Revised est également sortie avec en bonus un DVD et quatre chansons additionnelles. 

## Contenu

### CD
1. Prologue (Apprehension)
2. No Education
3. Faraway
4. Somewhere Around Nothing
5. Drive
6. Cohkka
7. Conclusion
8. Resurrection
9. Heat
10. Cortège
11. Pandemonium
12. Toreador II
13. Epilogue" (Relief)
14. Seemann (album version)(*)
15. Faraway Vol.2 (extended version)(*)
16. Delusion(*)
17. Perdition(*)
18. Leave Me Alone(*)

- (*)Disponible seulement sur Reflections Revised

### DVD
1. Faraway Live 2003
2. Enter Sandmann Live 2003
3. Inquisition Symphony Live 2003
4. Nothing Else Matters Live 2003
5. Somewhere Around Nothing Live 2003
6. Somewhere Around Nothing Video
7. Faraway Vol.2 Video
8. Seemann Video
9. Faraway Vol.2 EPK
10. Reflections EPK
11. Seemann EPK